# Stafford (Connecticut)
Stafford és una població dels Estats Units a l'estat de Connecticut. Segons el cens del 2000 tenia 11.307 habitants.

## Demografia
Segons el cens del 2000, Stafford tenia 11.307 habitants, 4.353 habitatges, i 3.086 famílies. La densitat de població era de 75,3 habitants/km².
Dels 4.353 habitatges en un 34,8% hi vivien nens de menys de 18 anys, en un 56,3% hi vivien parelles casades, en un 10,1% dones solteres, i en un 29,1% no eren unitats familiars. En el 23,4% dels habitatges hi vivien persones soles el 8,9% de les quals corresponia a persones de 65 anys o més que vivien soles. El nombre mitjà de persones vivint en cada habitatge era de 2,56 i el nombre mitjà de persones que vivien en cada família era de 3,04.
Per edats la població es repartia de la següent manera: un 25,5% tenia menys de 18 anys, un 6,5% entre 18 i 24, un 32,4% entre 25 i 44, un 23,2% de 45 a 60 i un 12,5% 65 anys o més.
L'edat mediana era de 38 anys. Per cada 100 dones de 18 o més anys hi havia 95,1 homes.
La renda mediana per habitatge era de 52.699 $ i la renda mediana per família de 61.694 $. Els homes tenien una renda mediana de 42.157 $ mentre que les dones 29.896 $. La renda per capita de la població era de 22.017 $. Aproximadament el 4,3% de les famílies i el 5,5% de la població estaven per davall del llindar de pobresa.